# Lucía Berra
Lucía Alejandrina Berra Ávalos (* 1. Januar 1998 in Manzanillo) ist eine mexikanische Handballspielerin, die in der Disziplin Beachhandball als Verteidigerin mexikanische Nationalspielerin ist.
Berra lebt in Manzanillo.

## Hallenhandball
Lucía Berra begann im Alter von 12 Jahren mit dem Handballsport. Sie spielt für das Instituto Superior de Educación Normal de Colima (ISENCO) in Colima und wird durch das Instituto Colimense del Deporte (INCODE) unterstützt. Colima ist eine der Hochburgen Mexikos im Handball. Bei den nationalen Olympischen Spielen 2013 erreichte Berra mit ihrer Mannschaft aus Colima das Halbfinale. 2022 nahm sie mit ihrer Mannschaft an der Endrunde zur mexikanischen Meisterschaft teil.
Mit der mexikanischen Juniorinnen-Nationalmannschaft gewann Berra 2016 bei der IHF Junior North America Trophy die Goldmedaille.

## Beachhandball
Ihre weitaus größeren Erfolge feierte Berra bislang im Beachhandball. Hier nimmt Mexiko, abgesehen von einem ersten kurzen Gastspiel bei den Panamerika-Meisterschaften 2014 in Asunción, erst seit 2018 regelmäßig an internationalen Wettbewerben teil. Seit den Panamerika-Meisterschaften 2018 in Oceanside gehört Berra fortwährend zu den berufenen Spielerinnen. In Kalifornien wurde sogleich das Halbfinale und am Ende der vierte Rang erreicht, damit auch die erstmalige Qualifikation für Weltmeisterschaften. Bei der WM in Kasan verlor Mexiko alle Vorrundenspiele, wobei einzig gegen Vietnam ein Satzgewinn gelang und auch in der Trostrunde wurden zwei der drei Spiele verloren, nur gegen die Vereinigten Staaten gelang ein prestigeträchtiger Sieg. Es folgten die Platzierungsspiele, in denen zunächst Taiwan geschlagen und schließlich gegen Uruguay verloren und der 12. Platz belegt wurde. Im Jahr darauf gewann Berra bei den das erste Mal ausgetragenen Nordamerika- und Karibikmeisterschaften 2019 in Chaguanas auf Trinidad und Tobago mit Mexiko nach einer Finalniederlage gegen die USA die Silbermedaille. Damit war die erneute Qualifikation für die Weltmeisterschaften 2020 in Pescara verbunden, die jedoch aufgrund der COVID-19-Pandemie ausfielen.
Nach einer längeren Spielpause durch die Pandemie lief der internationale Spielbetrieb für Mexiko erst wieder zu den Nor.Ca. Beach Handball Championships 2022 an. Dieses Mal erreichte Berra mit Mexiko erneut das Finale gegen die USA, konnte dieses aber nun gewinnen und den Titel vor eigenem Publikum in Acapulco holen. Damit qualifizierte sich Mexiko nicht nur für die Weltmeisterschaften 2022 in Iraklio auf Kreta, sondern auch für die World Games 2022 in Birmingham und die erstmals ausgetragenen Beachgames Zentralamerikas und der Karibik 2022 in Santa Marta, Kolumbien. Bei der WM verlor Mexiko erneut alle seine drei Vorrundenspiele und konnte auch in der Trostrunde – dieses Mal gegen Australien – nur eines der Spiele gewinnen. Auch bei den Platzierungsspielen folgten zunächst Niederlagen gegen Thailand und Vietnam, womit Mexiko nur dank eines abschließenden erneuten Sieges über Australien den letzten Platz vermied. Nur etwa zwei Wochen später folgten schon die World Games. Mexiko verlor vier seiner fünf Gruppenspiele und auch im anschließenden Spiel um den fünften und damit vorletzten Rang wurde einzig wie bei der WM Australien geschlagen. Jahresabschluss wurde das Turnier bei den Central American and Caribbean Sea and Beach Games. Mexiko gewann hier die ersten vier seiner fünf Vorrundenspiele und verlor nur das letzte Spiel gegen Puerto Rico, nachdem der erste Platz nicht mehr zu nehmen war. Nach einem etwas wackeligen Sieg im Halbfinale über die Dominikanische Republik stand ein sicherer Sieg im Finale über die Gastgeberinnen aus Venezuela und damit der zweite Titelgewinn des Jahres. Neben Gabriela Salazar, Claudia Macías und Itzel Vargas war Berra eine von vier Spielerinnen, die zwischen 2018 und 2022 alle sieben Turniere bestritten hatte.
Mit der Mannschaft Colimas gewann Berra 2016 den Titel bei den mexikanischen Beachhandball-Meisterschaften.

## Erfolge
| World Games - 2022: 5. Weltmeisterschaften - 2018: 12. - 2022: 15. | Pan-Amerikanische Meisterschaften - 2018: 4. Nordamerika- und Karibikmeisterschaften - 2019: 2. - 2022: 1. Beachgames Zentralamerikas und der Karibik - 2022: 1. | Mexikanische Beachhandball-Meisterschaften - 2016: 1. |

## Belege und Anmerkungen
1. ↑  Líneas Delgadas. Abgerufen am 1. Januar 2023.
2. ↑  Afmedios / Edgar Cazares: Lucía Berra, colimense estelar en abierto de Handball en Manzanillo. In: AFmedios .- Agencia de Noticias. Abgerufen am 1. Januar 2023 (spanisch).
3. ↑  Candeportes: Candeportes: ON2014 HANDBALL: Levantan la Mano Cadetes en la Apertura. In: Candeportes. 13. Mai 2014, abgerufen am 1. Januar 2023.
4. ↑  https://www.colimanoticias.com/agradece-handbalista-lucia-berra-apoyo-del-gobierno-estatal/
5. ↑  Noticia. Abgerufen am 1. Januar 2023.
6. ↑  Candelario González: Colimotas de Oro con México en Handball. In: MAG Deportes. 23. August 2016, abgerufen am 1. Januar 2023 (spanisch).
7. ↑  Edición del martes 6 de marzo de 2018 by El Comentario - Issuu. Abgerufen am 2. Dezember 2022 (englisch).
8. ↑  Candelario González: Se Presenta México en Mundial de Handball de Playa. In: MAG Deportes. 23. Juli 2018, abgerufen am 18. November 2022 (spanisch).
9. ↑  IHF | USA double-winners in the Caribbean. Abgerufen am 2. Dezember 2022.
10. ↑  Va Colima y México al mundial de handball de playa femenil, en Grecia. Abgerufen am 19. November 2022 (spanisch).
11. ↑  Mexikanische Delegation
12. ↑  Mexikanische Kader bei den Beachgames Zentralamerikas und der Karibik 2022
13. ↑  https://www.santamarta2022.com/deportista/atleta/465169#/ficha/465169
14. ↑  Llevan Colimenses a México a ganar oro en Juegos Centroamericanos y del Caribe. Abgerufen am 30. Dezember 2022.
15. ↑  Rubén Herrera Carreto: Colima, doble monarca del Circuito de Handball Playa. Abgerufen am 1. Januar 2023 (spanisch).

| Personendaten    | Personendaten                                        |
| ---------------- | ---------------------------------------------------- |
| NAME             | Berra, Lucía                                         |
| ALTERNATIVNAMEN  | Berra Ávalos, Lucía Alejandrina (vollständiger Name) |
| KURZBESCHREIBUNG | mexikanische Handballspielerin                       |
| GEBURTSDATUM     | 1. Januar 1998                                       |
| GEBURTSORT       | Manzanillo                                           |